# سندرم کارسینوئید
سندرم کارسینوئید (Carcinoid syndrome) به مجموعه علایمی گفته می‌شود که به دنبال برخی از تومورهای کارسینوئید (carcinoid tumors) رخ می‌دهند. این تومورها، تومورهایی منتشر هستند که ممکن است در همه جای دستگاه گوارش از جمله آپاندیس، ایلئوم و رکتوم و نیز ریه دیده شوند. تومورهای کارسینوئید تومورهایی با رشد آهسته و کوچک هستند. کمبود نیاسین موجب ایجاد این سندرم می‌شود.
منشأ این تومورها از سلولهای نوروآندوکرین است که سروتونین و سایر میانجی‌ها را ترشح می‌کنند. سروتونین به عنوان میانجی در سیستم اعصاب مرکزی (CNS) و نیز عامل تنگ‌کننده عروق عمل می‌کند. همچنین در برخی از اعمال فیزیولوژیک نظیر تنظیم خواب و تنظیم درجه حرارت بدن و دریافت حس درد و بروز برخی از پدیده‌های پاتولوژیک همانند اضطراب، افسردگی، میگرن و فشارخون اولیه (Essential Hypertention) دخیل است.
افزایش تولید سروتونین و کالیکرین باعث ایجاد علائمی مانند گلگون شدن صورت، اسهال، تهوع، انقباض و تنگی مجاری تنفسی (خس خس کردن سینه) و مشکلات قلبی می‌شود که این علایم را تحت عنوان سندرم کارسینوئید می‌شناسند.
فقط ۱۰٪ تومورهای کارسینوئید موجب بروز سندرم کارسینوئید می‌شوند، مانع بزرگ در این راه کبد است که با متابولیزه کردن سروتونین تولید شده از بروز این سندرم جلوگیری می‌کند؛ لذا اغلب سندرم کارسینوئید در بیمارانی که منشأ تومور آن‌ها در دستگاه گوارش است بعد از متاستاز کبدی تومور دیده می‌شود.
تشخیص با بررسی یکی از متابولیتهای سروتونین (5HIAA)در نمونه ادرار ۲۴ ساعته‌است.

## درمان
در همه موارد به خصوص در مواردی که هنوز توموری مشخص نشده‌است، کنترل علایم این بیماری از طریق محدود کردن مواد غذایی حاوی نیکوتینامید، کنترل خستگی و کنترل هیجانات صورت می‌گیرد. به‌کارگیری درمان‌های لازم برای نارسایی قلب و اسپاسم برونش‌ها و مهار کننده‌های گیرنده‌های سروتونین و استفاده از آنالوگ‌های سوماتواستاتین برای رفع علایم گوارشی نیز توصیه می‌شود. آنالوگ‌های رسپتورهای 5HT1 و 5HT2 و 5HT3 به ترتیب متی سرژید، سیپروهپتادین و اوندانسترون می‌باشد. دیفن هیدرامین، سایمتیدین و رانیتیدین آنالوگ گیرنده‌های هیستامین H1 و H2 بوده و در رفع علائم هیستامینی مؤثر هستند. سوماتواستاتین ترکیب اکتروئید بوده و مصرف طولانی اثر تزریقی آن علائم کارسینوئید را کنترل می‌کند. تزریق ۱۰۰ تا ۲۵۰ میکروگرم زیر جلدی برای کنترل کریز کارسینوئید مؤثر است. برای پیشگیری ۳۰ میلی‌گرم در هر ماه یک تزریق زیر جلدی معمولاً کافی است.
علاوه بر درمان دارویی برای کاهش و رفع علایم بیماری، جراحی تومور و حتی شیمی‌درمانی توصیه می‌شود.

## احتمال بهبودی
احتمال بهبودی از فردی به فرد دیگر متفاوت است. بقای ۶ ساله ۹۵ درصدی برای بیماری موضعی و بقای ۵ ساله ۸۰ درصدی برای کسانی که با متاستازهای کبدی محدود مواجه هستند. زمان بقا به‌طور متوسط از لحظه شروع کردن درمان با دارو به حدود ۱۲ سال افزایش یافته‌است.